# Stálky
Stálky (in tedesco Stallek) è un comune della Repubblica Ceca facente parte del distretto di Znojmo, in Moravia Meridionale.